# Центриоль

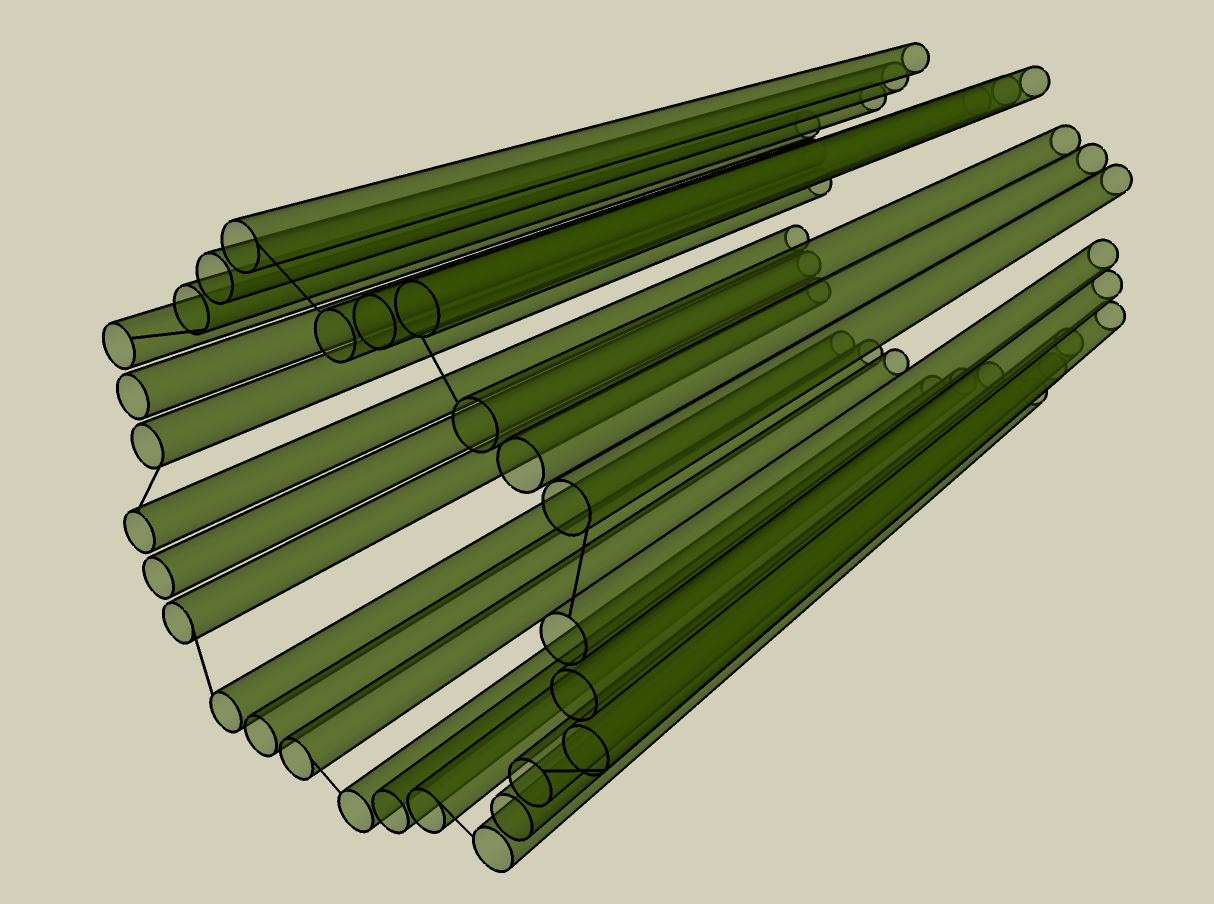
Модель центриоли. Изображены девять триплетов микротрубочек.

Центрио́ль — органелла эукариотической клетки. Размер центриоли находится на границе разрешающей способности светового микроскопа.
Центриоли принимают участие в формировании веретена деления и располагаются на его полюсах. В неделящихся клетках (например, эпителия) центриоли часто определяют полярность клеток и находятся вблизи комплекса Гольджи.

## Строение
Термин был предложен Теодором Бовери в 1895 году. Тонкое строение центриолей удалось изучить с помощью электронного микроскопа. В некоторых объектах удавалось наблюдать центриоли, обычно расположенные в паре (диплосома), и окруженные зоной более светлой цитоплазмы, от которой радиально отходят тонкие фибриллы (центросфера). Совокупность центриолей и центросферы называют клеточным центром.
Чаще всего пара центриолей лежит вблизи ядра. Каждая центриоль построена из 27 цилиндрических элементов (тубулиновых микротрубочек), сгруппированных в 9 триплетов. Эти триплеты расположены по окружности, образуя полый цилиндр. Его длина — 0,3–0,5 мкм (равна длине каждого триплета), а диаметр — около 0,15 мкм. В каждом триплете первая микротрубочка (А-микротрубочка) имеет диаметр около 25 нм, толщину стенки 5 нм и состоит из 13 протофиламентов. Вторая и третья микротрубочки (B и C) отличаются от A-микротрубочки тем, что они являются неполными, содержат 11 протофиламентов и вплотную примыкают к своим соседям. Каждый триплет располагается к радиусу такого цилиндра под углом около 40°.

## Функции
Центриоли всегда бывают расположены в материале, не имеющем чётко выраженной структуры, который инициирует развитие микротрубочек. Эту область клетки называют центросомой. Именно она образует веретено деления, а не центриоли. Это позволяет объяснить тот факт, почему растения и грибы, не имеющие центриолей, способны образовывать веретено. Функция центриолей остаётся неизвестной. Возможно, они участвуют в ориентации веретена согласно полюсам, к которым будет происходить деление клетки (цитокинез). Модифицированные центриоли также находятся у основания жгутиков и ресничек у простейших, там их называют базальными тельцами.

## Цикл развития
Обычно в течение клеточного цикла центриоль удваивается один раз. Рядом с каждой половинкой «материнской» центриоли достраивается «дочерний» цилиндрик; происходит это, как правило, в течение G2-периода интерфазы. В профазе митоза две центриоли расходятся к полюсам клетки и формируют две центросомы. Центросомы в свою очередь служат ЦОМТами (центрами организации микротрубочек) веретена деления. Однако от этой общей схемы существует масса отклонений. Во многих клетках центриоли многократно удваиваются за один клеточный цикл. При созревании яйцеклеток у подавляющего большинства животных центриоли разрушаются (при этом многие белки, входящие в состав центросом, по-прежнему присутствуют в клетке). При образовании сперматозоидов, напротив, деградирует центросома; одна из центриолей превращается в базальное тельце жгутика, а вторая сохраняется интактной. Однако у мыши и других грызунов (в отличие от остальных изученных млекопитающих), а также у улиток деградируют и обе центриоли сперматозоидов. После оплодотворения новые центриоли возникают в зиготе либо за счет удвоения центриоли, внесенной сперматозоидом, либо за счет образования заново.